# Eiga Pretty Cure All Stars New Stage 3 - Eien no tomodachi
Eiga Pretty Cure All Stars New Stage 3 - Eien no tomodachi (映画 プリキュアオールスターズＮｅｗＳｔａｇｅ３ 永遠のともだち?, Eiga Purikyua Ōru Sutāzu New Stage 3 Eien no tomodachi, Eiga Precure All Stars New Stage 3 Eien no tomodachi, lett. "Pretty Cure All Stars New Stage - Il film 3: Amici per sempre") è un film del 2014 diretto da Kōji Ogawa.
È il sedicesimo film d'animazione tratto dal franchise Pretty Cure di Izumi Tōdō. Il film vede per personaggi principali tutte le Pretty Cure fino all'undicesima serie (esclusa Cure Fortune) e Cure Echo, per un totale di trentasei protagoniste femminili, anche se non tutte parlano; fa una breve comparsa anche Cure Honey, la quale non aveva ancora esordito nella serie animata relativa.

## Trama
EnEn e Gureru arrivano sulla Terra per raccogliere informazioni sulle nuove Pretty Cure, le HappinessCharge Pretty Cure. Durante la loro permanenza, uno strano fenomeno, che vede i bambini non svegliarsi dal sonno, comincia a diffondersi tra la popolazione e anche Megumi ne rimane vittima. Per salvarla, Blue manda Hime, Mana, Rikka, Alice, Makoto e Aguri con EnEn e Gureru nel Mondo dei Sogni, dove incontrano Yumeta, vecchio amico delle due fatine. Mentre cercano Megumi, le ragazze si rendono conto che tutti i bambini vittime dello strano fenomeno si trovano nei loro sogni, ma Maamu, madre di Yumeta e divoratrice di incubi, le costringe ad uscire dal Mondo dei Sogni e successivamente intrappola tutte le altre Pretty Cure all'interno dei loro sogni. Essendo ancora nuove guerriere e le uniche a non essere intrappolate, Megumi e Hime si infiltrano nel mondo con EnEn e Gureru, ma vengono catturate, e poi liberate da Yumeta, che spiega loro che è stata sua madre Maamu a intrappolare i bambini nei loro sogni per giocare con lui e non dimenticarsene al risveglio. Intanto le altre Pretty Cure riescono a svegliarsi e si scontrano con gli incubi al servizio di Maamu. Grazie al sostegno degli amici, Yumeta si unisce alla lotta e diventa un vero e proprio divoratore di incubi e convince sua madre che il suo comportamento è sbagliato; Maamu però è ormai troppo debole per divorare ciò che lei stessa ha liberato. Gli incubi presto si uniscono in uno gigante, che rivolge la sua attenzione verso la fatina, ma EnEn e Gureru con la Miracle Dream Light richiamano Ayumi, la quale diventa loro partner e si trasforma ancora una volta in Cure Echo e, insieme a Cure Honey, aiuta le Pretty Cure contro il Mostro degli incubi, che viene sconfitto, permettendo a tutti i bambini di svegliarsi di nuovo.

## Personaggi esclusivi del film
Yumeta (ユメタ?, Yumeta)
È la fatina del Mondo dei Sogni, amico di EnEn e Gureru. Studiava alla Scuola delle Fatine, ma è andato via per proteggere il Mondo dei Sogni insieme a sua madre. Anche lui è un baku come sua madre, ma tuttavia è troppo piccolo e non riesce ancora a padroneggiare le sue abilità, cosa che lo porta a essere debole e insicuro. Fa amicizia con i bambini intrappolati nei loro sogni da sua madre, molto protettiva nei suoi confronti. EnEn e Gureru decidono di scrivere di lui nel Libro delle Pretty Cure, in modo da non venir mai dimenticato pur vivendo nei sogni.
Maamu (マアム?, Maamu)
La mamma di Yumeta e custode del Mondo dei Sogni, è una baku, ovvero una divoratrice di incubi. Vuole che suo figlio sia felice sempre e per questo decide di intrappolare tutti i bambini nei loro sogni in modo da non dimenticarsi di lui al risveglio. Grazie a Yumeta capisce di stare sbagliando e cambia il suo atteggiamento verso le Pretty Cure. Può richiamare gli incubi precedentemente risucchiati.
Nami (奈美?, Nami)
È una delle tante bambine intrappolate nel Mondo dei Sogni da Maamu. Sogna di diventare una pasticcera.
Mostro degli incubi (悪夢獣?, Akumu-jū)
È l'unione di tutti gli incubi fatti dalle persone. Singolarmente, sono verdi simili agli orsi in varie forme e dimensioni. Possono essere sconfitti solamente dai baku.

## Oggetti magici
Miracle Dream Light (ミラクルドリームライト?, Mirakuru Dorīmu Raito)
È una piccola torcia con l'estremità di cristallo a forma di cuore con sotto il simbolo dell'infinito che proietta un fascio di luce. Trasforma il coraggio in un nuovo potere per le Pretty Cure.
In Giappone, quando è uscito il film, le Miracle Dream Light sono state realmente distribuite al pubblico nelle sale per incitare le Pretty Cure durante la visione.

## Trasformazioni e attacchi
- Happy Head Attack (ハッピー・ヘッドアタック?, Happī Heddo Atakku): chiamato così da Cure Rouge, è un tentativo fallito di Cure Happy di attaccare che, inciampando, dà una testata al nemico.
- Collaboration Punch New Stage (コラボレーション・パンチＮｅｗＳｔａｇｅ?, Koraborēshon Panchi New Stage): è l'attacco combinato di Cure Black, Cure Bloom, Cure Dream, Cure Peach, Cure Blossom, Cure Melody, Cure Happy, Cure Heart e Cure Lovely. Le Pretty Cure, dopo aver ricevuto nuova forza da Yumeta, saltano in aria e colpiscono il nemico con un pugno.

- Heartful Echo (ハートフル・エコー?, Hātofuru Ekō): è l'attacco di Cure Echo. La Pretty Cure emette una sfera di luce dal petto che lancia contro il nemico, purificandolo.

## Luoghi
Mondo dei Sogni (夢の世界?, Yume no Sekai)
È un posto dove ogni sogno e incubo diventa realtà. Maamu è la custode e controlla che le persone non facciano brutti sogni.

## Colonna sonora
| Nº | Titolo CD | Numero tracce | Data uscita   |
| -- | --- | ------------- | ------------- |
| 1  | Precure ~Eien no tomodachi~ (2014 Version) / Precure Memory (New Stage 3 Version) (プリキュア～永遠のともだち～ （２０１４ Ｖｅｒｓｉｏｎ）／プリキュア・メモリ （ＮｅｗＳｔａｇｅ３ Ｖｅｒｓｉｏｎ）?) | 4             | 12 marzo 2014 |
| 2  | Eiga Precure All Stars New Stage 3 - Eien no tomodachi - Original Soundtrack (映画 プリキュアオールスターズＮｅｗＳｔａｇｅ３ 永遠のともだち オリジナル・サウンドトラック?)                             | 29            | 12 marzo 2014 |
| 3  | Precure eiga shudaika Collection 2 (プリキュア映画主題歌コレクション２?) | 20            | 11 marzo 2015 |

### Sigle
La sigla originale di apertura è composta da Yasuharu Takanashi con il testo di Sumiyo Mutsumi, mentre quella di chiusura da Yasuo Kosugi con il testo di Natsumi Tadano.
Sigla di apertura
- Precure ~Eien no tomodachi~ (2014 Version) (プリキュア～永遠のともだち～ （２０１４ Ｖｅｒｓｉｏｎ）?), cantata da Mayu Kudō, Cure Heart (Hitomi Nabatame) e Cure Lovely (Megumi Nakajima)

Sigla di chiusura
- Precure Memory (New Stage 3 Version) (プリキュア・メモリ （ＮｅｗＳｔａｇｅ３ Ｖｅｒｓｉｏｎ）?), cantata da Cure Black (Yōko Honna), Cure Bloom (Orie Kimoto), Cure Dream (Yūko Sanpei), Cure Peach (Kanae Oki), Cure Blossom (Nana Mizuki), Cure Melody (Ami Koshimizu), Cure Happy (Misato Fukuen), Cure Heart (Hitomi Nabatame) e Cure Lovely (Megumi Nakajima)

## Distribuzione
Il film è stato proiettato per la prima volta nelle sale cinematografiche giapponesi il 15 marzo 2014. Il DVD e il Blu-ray sono usciti il 25 luglio 2014.
È stato trasmesso in Corea del Sud sul canale Anione TV il 2 agosto 2017 con il titolo Geukjangpan Pretty Cure All Stars New Stage 3 - Yeong-wonhan chingu (극장판 프리큐어 올스타즈 ＮｅｗＳｔａｇｅ３ 영원한 친구?, lett. "Pretty Cure All Stars New Stage - Il film 3: Amici per sempre").

## Accoglienza
Nel primo fine settimana di proiezione, il film ha incassato la cifra di 192.664.900 yen, piazzandosi al terzo posto del box office. L'incasso totale è di 910 milioni di yen circa.

## Altri adattamenti
Un adattamento in cartaceo del film è stato pubblicato da Kōdansha il 13 marzo 2014 con ISBN 978-4-06-344587-9. Inoltre è stato tratto un anime comic pubblicato da Ichijinsha il 25 giugno 2014 con ISBN 978-4758013840.